# HD50461
HD50461 — хімічно пекулярна зоря спектрального класу B9, що має видиму зоряну величину в смузі V приблизно  7,8.
Вона  розташована на відстані близько 1006,7 світлових років від Сонця.

## Пекулярний хімічний вміст
Зоряна атмосфера HD50461 має підвищений вміст 
Si
.